# Shinjō
Shinjō (jap. 新庄市 Shinjō-shi) – miasto w prefekturze Yamagata w Japonii (Honsiu). Ma powierzchnię 222,85 km². W 2020 r. mieszkały w nim 34 432 osoby, w 12 782 gospodarstwach domowych  (w 2010 r. 38 850 osób, w 12 958 gospodarstwach domowych) .

## Położenie
Miasto leży w północnej części prefektury nad rzeką Mogami. Graniczy z miastami:
- Yuzawa

oraz kilkoma miasteczkami.

## Historia
Miasto powstało 1 kwietnia 1949 roku.

## Transport

### Drogowy
- Autostrada Tōhoku-Chūō
- Drogi krajowe nr: 13, 47, 458.